# Passiflora podlechii
Passiflora podlechii är en passionsblomsväxtart som beskrevs av Skrabal och Weigend. Passiflora podlechii ingår i släktet passionsblommor, och familjen passionsblomsväxter. Inga underarter finns listade i Catalogue of Life.